# Vespa
Vespa («Веспа») — італійська марка скутерів виробництва Piaggio. Назва італійською мовою означає «оса». Vespa перетворилася з однієї моделі моторолера, виготовленого в 1946 році Piaggio&Co. SpA в Понтедері, Італія, до повної лінійки скутерів та одного з семи брендів, що перебувають у власності Piaggio.
Скутери Vespa знамениті своїм дизайном, який поєднує в собі суцільний капот для двигуна (що захищає його механізми), плоску підставку для ніг та високий передній обтічник, що захищає водія від вітру.

## Культовий дизайн

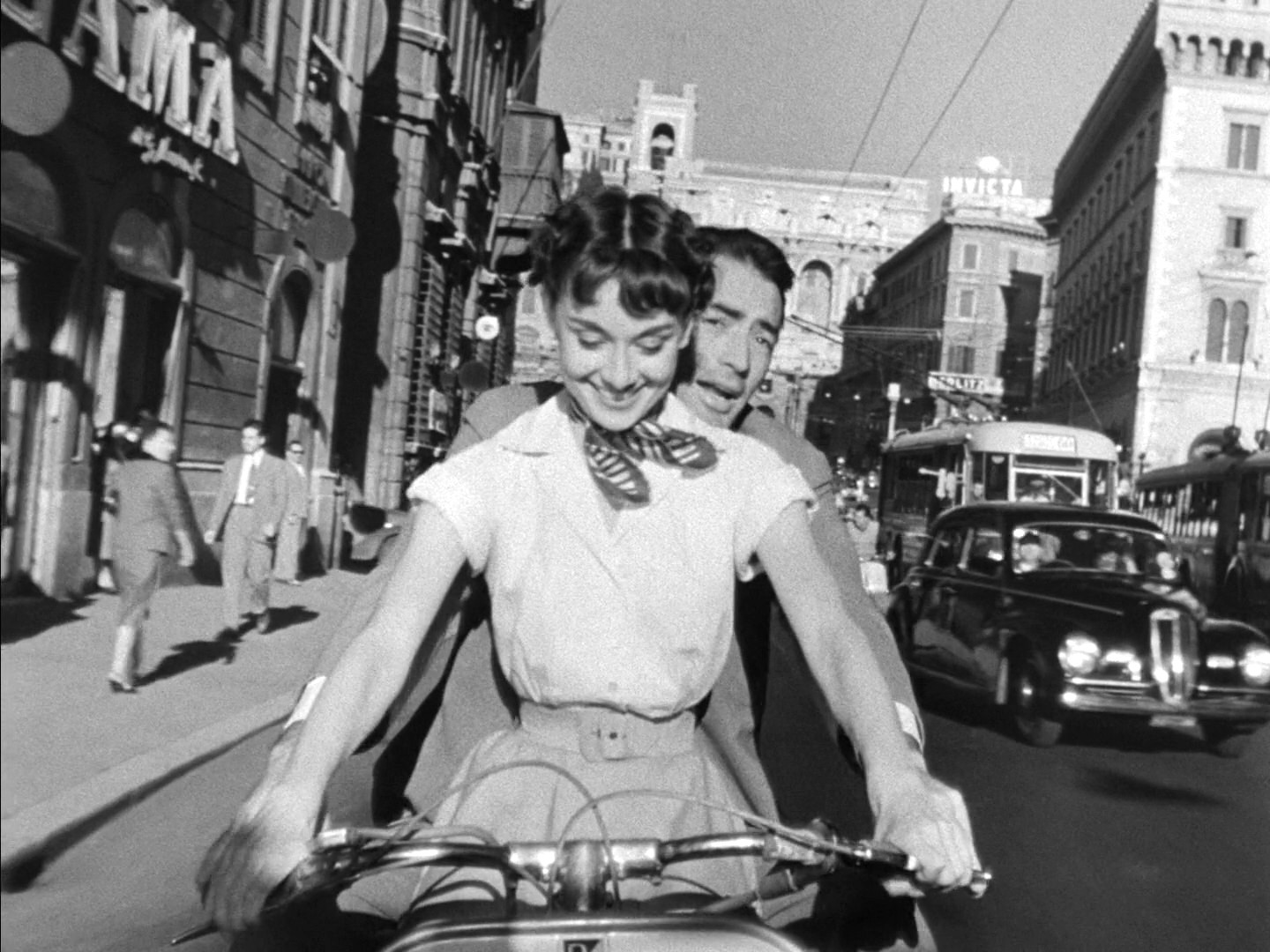
Одрі Гепберн та Грегорі Пек за кермом Vespa у фільмі Римські канікули

Вже з початку виробництва скутерів Vespa вони набули культової популярності. В останні роки у Європі зріс попит на нові та вживані скутери Vespa, який багато в чому був зумовлений зменшенням вільного місця на парковках у великих містах і низькими експлуатаційними витратами скутера.
Зростання значення субкультур в країнах Європи, США, Канади та Японії також сприяли зростанню популярності Vespa.
Популяризації Vespa додала його поява у фільмі Федеріко Фелліні Солодке життя, а також використання учасниками гурту Бітлз. Скутер увійшов до списку 12 речей, які стали знаковими об'єктами для світового дизайну у XX столітті.
Зараз у світі налічується багато клубів шанувальників Vespa.

## Історія
Після закінчення Другої світової війни виробництво літаків у Італії було суттєво обмежено. До того ж, завод Piaggio в Понтедері був зруйнований внаслідок бомбардувань. Ослаблена економіка Італії та катастрофічний стан доріг не сприяли розвитку автомобільного ринку. Енріко П'яджіо, син засновника компанії, вирішив залишити авіаційний ринок та сконцентрувати свої сили на виробництві доступних та сучасних транспортних засобів для населення.

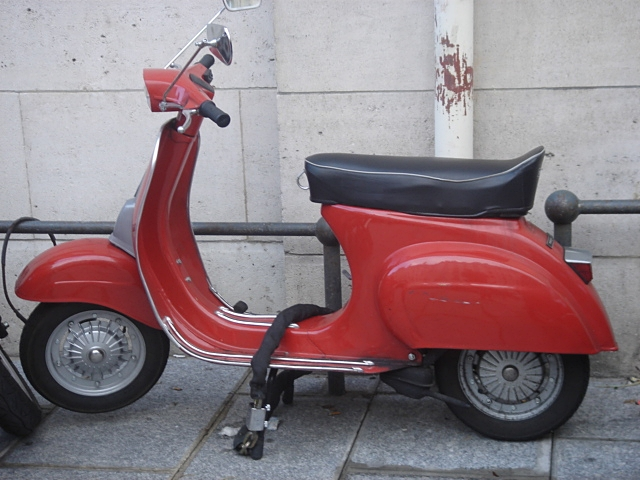
Класичний моторолер Vespa V 50 Special

### Концепція
Дизайн моделі Vespa був натхненний довоєнним скутером Cushman, що випускався у Небрасці, США. Ці оливково-зелені скутери були в Італії досить поширеними, оскільки вони використовувались у військах союзників для парашутно-десантних військ та морської піхоти. Американські військові використовували їх на противагу тактиці нацистів, яка полягала у знищенні доріг та мостів у Доломітах (частина Альп) та австрійських прикордонних районах.

### Дизайн
У 1944 році інженери Piaggio Ренцо Сполті та Вітторіо Касіні розробили мотоцикл з суцільним кузовом та високим захистом спереду. Проект також включав примусове повітряне охолодження, колеса малого діаметра, а також високу центральну секцію, на якій встановлювалось сидіння. Офіційно відомий як MP5 (Мото Piaggio №5), прототип отримав прізвисько «Paperino» («каченя» або «Дональд Дак» італійською).
Енріко П'яджіо був незадоволений MP5, особливо високою центральною частиною. Він запросив авіаційного інженера Коррадіно Д'Асканіо з метою перепроектувати скутер. Д'Асканіо, який раніше консультував Фердінандо Інноченті про розробці і виробництві скутерів, був відомий своєю нелюбов'ю до мотоциклів, вважаючи, що вони громіздкі, брудні та ненадійні.
Д'Асканіо розробив новий прототип МР6, у якому двигун був розташований поруч із заднім колесом. Колесо приводилося в рух безпосередньо від коробки передач, що дало змогу обійтись без ланцюгового приводу, а також оливи і бруду, пов'язаних з ним. Прототип був побудований на базі рами з одиничним лонжероном, до якої кріпились зовнішні панелі. Ці зміни дозволили МР6 обійтись без центральної частини, як у MP5. Дизайн МР6 також включав односторонню передню підвіску, змінні переднє і заднє колеса, встановлені на цапфах, а також запасне колесо. В інших деталях МР6 був схожий на свого попередника «Paperino», зокрема в закритому типі кузова та високим фронтальним захистом від бризок.

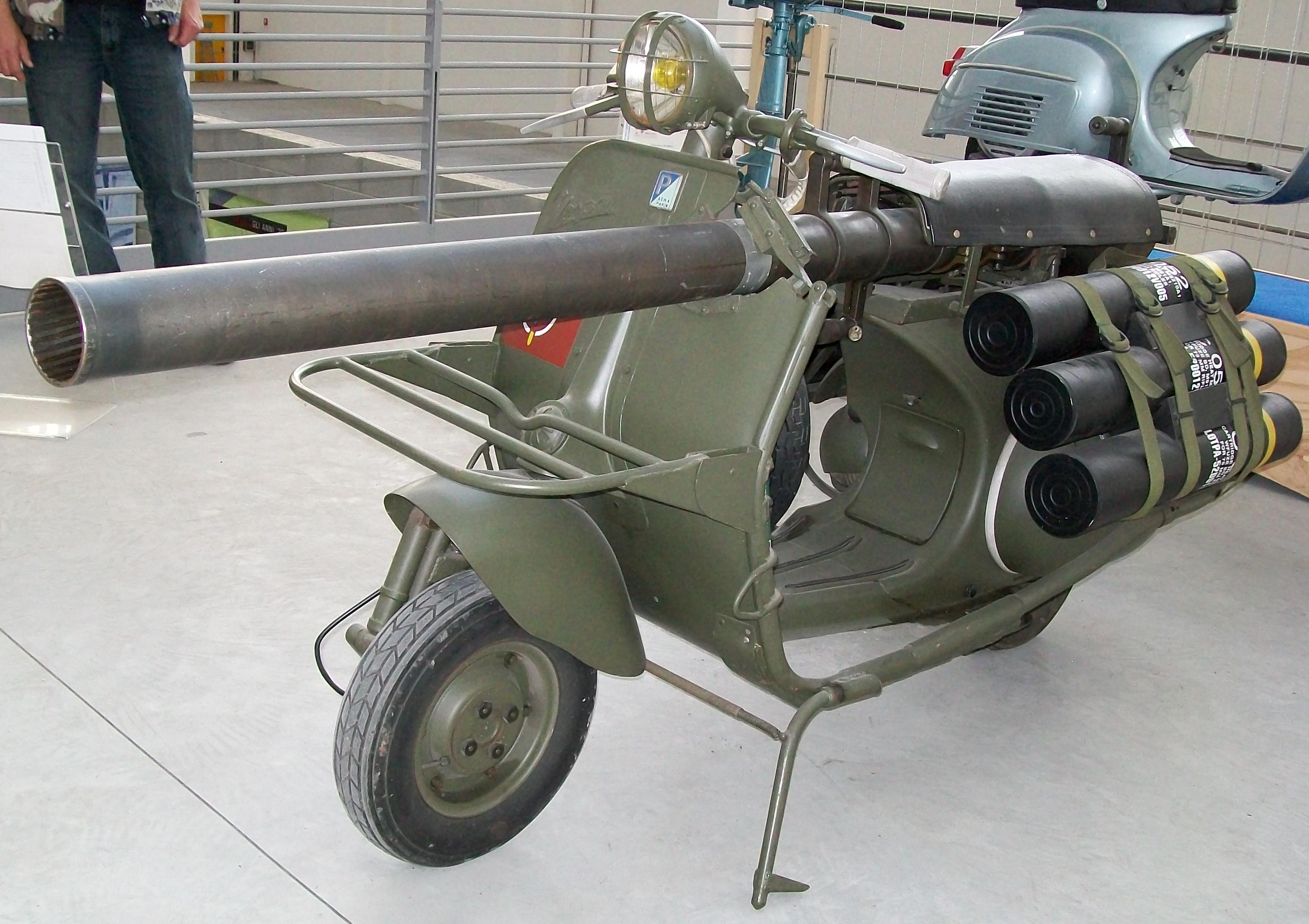
Vespa 150 TAP, модернізована для потреб армії Франції, оснащена протитанковою зброєю — модель, яка відсилає до військового минулого марки

### Продукт
23 квітня 1946 Piaggio e C. S.p.A отримала патент у міністерстві промисловості та підприємництва Італії на «мотоцикл з раціональним розташуванням органів та елементів управління, об'єднаних з рамою та крилами у корпус, який охоплює всю механічну частину».
Патент стосувався в основному рами, закріпленої на лонжероні, що згодом дозволило швидко розвивати нові моделі. Оригінальна Vespa не мала сидіння для пасажира та відділення для зберігання вантажу під сидінням. Передній захист у формі щита був виготовлений з плоского шматка аеро металу, що дозволило розмістити у ньому місце для зберігання речей, доступ до якого був з внутрішньої сторони, від водія, на зразок автомобільного «бардачка». Кришка паливного бака була розташована під сидінням.
Скутер мав жорстку задню підвіску і невеликі 8-дюймові (200 мм) колеса, що позитивно сприяло компактному дизайну та вивільнило достатньо місця для ніг водія. Скутер був обладнаний двотактним горизонтально розміщеним двигуном з робочим об'ємом у 98 см³, який був закріплений на задньому колесі та передавав зусилля безпосередньо на нього через коробку передач з 3 ступенями. Перемикання передач здійснювалось за допомогою важеля twistgrip, виведеного за допомогою важелів на кермо. У першій моделі двигун не мав примусового повітряного охолодження, але пізніше з цією метою був встановлений вентилятор, який кріпився до осі генератора (який в свою чергу генерував електрику для обладнання та системи запалювання). В сучасних Vespa діє аналогічна система охолодження.
Прототип МР6 мав великі решітки на передній і задній частині заднього крила, яке закривало двигун. Це було зроблено з метою кращого доступу повітря для охолодження двигуна, оскільки прототип не мав охолоджуючого вентилятора. Охолоджуючий вентилятор, аналогічний використовуваному на MP5 «Paperino», був включений в конструкцію виробничого Vespa, і решітки були видалені з крила.

### Походження назви
Є кілька версій про походження двигуна.
За однією із них, побачивши МР6 вперше, Енріко П'яджжо вигукнув: італ. «Sembra Una Vespa!», дос. ««Нагадує осу!»», що відразу дало назву скутеру. «Vespa» латинською та італійською мовами означає «оса» — форма кузова нагадує цю комаху: товста задня частина, до якої через вузьку талію приєднана менша передня, а ручки керма нагадували вуса.
За іншою, термін «Vespa» є абревіатурою від італ. «Veicoli Economici Società Per Azioni», дос. ««Дешеві Акції Автомобільної Компанії»», оскільки Piaggio було одним з перших акціонерних товариств у Італії і в той же час Vespa був придуманий як доступний засіб пересування для всіх. Ця версія була спростована різними автомобільними експертами.
Згодом термін Vespa став всесвітньо відомим брендом, і зараз розглядається окремо від інших брендів, що належать групі Piaggio.

## Виробництво

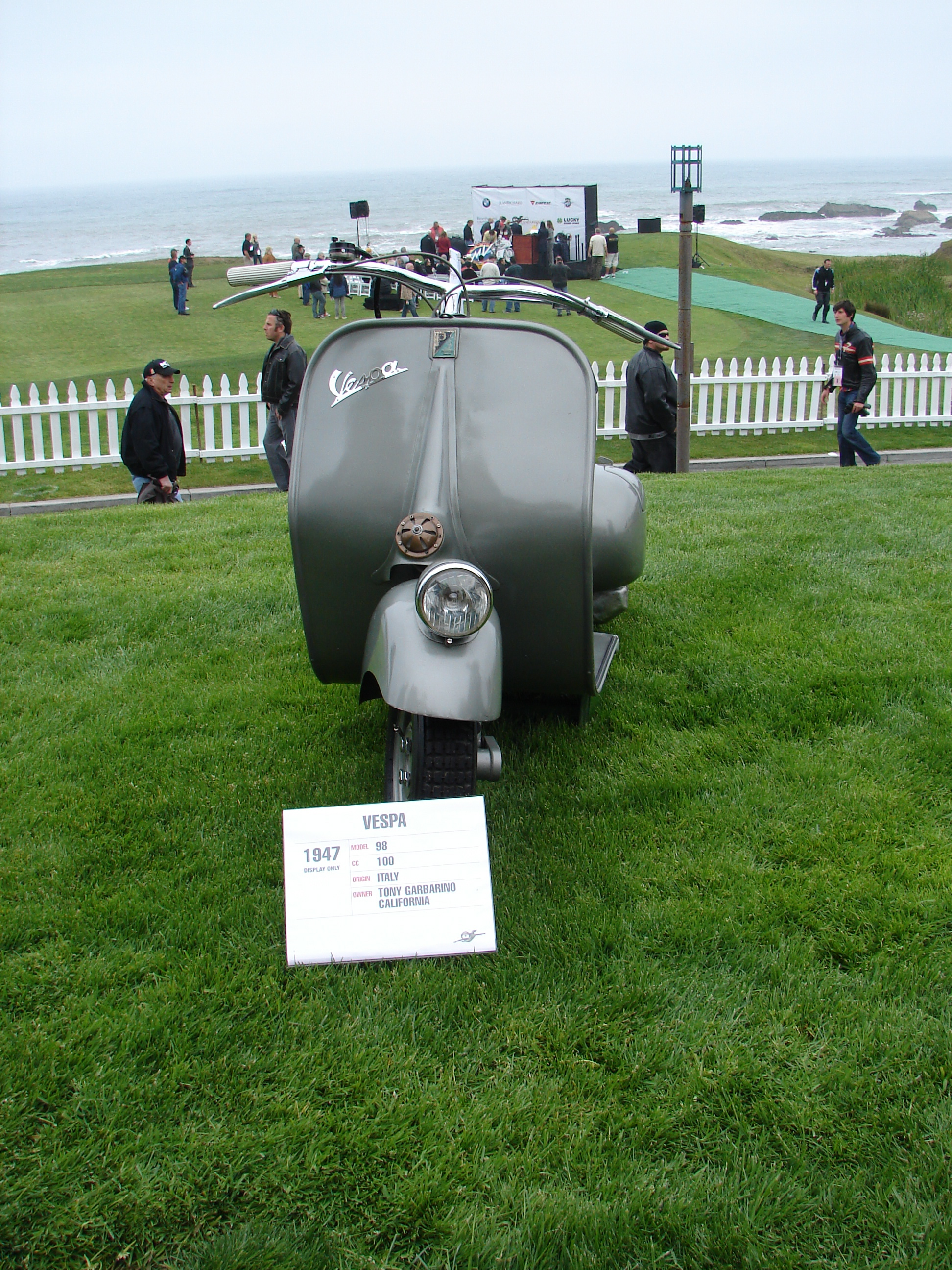
«Vespa 98» — перша серійна модель, 1947 рік

### Запуск
Метою Енріко П'яджіо у випуску Vespa було не розвинути виробництво мотоциклів як напрямок бізнесу компанії, а просто знайти тимчасову альтернативну продукцію, яка б дозволила компанії подолати неминучі труднощі після закінчення війни та пізніше відновити традиційне для Piaggio авіабудування. Настільки, що Енріко, спираючись на добрі стосунки з льотчиком і співвітчизником Джорджіо Пароді, на початку 1946 року запропонував компанії Moto Guzzi сумісний випуск скутера, що дозволило б відразу використати авторитет та розвинену дилерську мережу останньої. Пропозиція була відхилена, оскільки її власник Карло Гуцці вважав, що маленькі колеса Vespa негативно вплинуть на його безпеку.
Перші 13 екземплярів Vespa з'явилася навесні 1946 року, і вони відразу проявили своє авіаційне походження. Увага до аеродинаміки прослідковується у всьому дизайні, зокрема у хвості. Скутер також був одним з перших транспортних засобів, які були побудовані за технологією монокок (коли кузов є невід'ємною частиною шасі).
Компанія була націлена на виробництво нового Vespa у великих кількостях, тому виробнича лінія була побудована у Ford-стилі. Скутер був представлений пресі у римському гольф-клубі, де журналісти були дещо спантеличеними дивним, в пастельних тонах, іграшковим об'єктом. Тим не менш, дорожні випробування були обнадійливими, і, навіть за відсутності задньої підвіски, скутер був маневровішим та зручнішим, ніж традиційні мотоцикли.
Перша партія пробної серії «Vespa 98», яка продавалась за ціною 55 000 лір, була сприйнята клієнтами без ентузіазму. Продаж перших 50 одиниць, виготовлених і зібраних вручну, тривав в повільному темпі, останні два були придбані керівниками Piaggio, які хотіли продемонструвати свою віру в проект.
Незважаючи на труднощі, Енріко П'яджіо затвердив будівництво складальної лінії для виробництва серії та залучився підтримкою Lancia.

### Успіх
Новий скутер потрапив у дилерські центри Lancia, де при продажі особливий наголос робився на те, що кузов Vespa виготовлений за технологією монокок. Цьому сприяло те, що модель компанії Lambda, випущена у 1923 році, була першим автомобілем у світі, виготовленим за такою технологією. Lancia надала Енріко П'яджіо допомогу на випуск перших 2,5 тис. скутерів, 2 181 з яких були продані у 1946 році. Наступного року продажі зросли в 5 разів, до 10 535.
Перший Vespa був обладнаний двотактним двигуном з робочим об'ємом 98 см³, з три-ступеневою трансмісією та маховиком запалювання, максимальна потужність якого становила 3,2 к.с. при 4 500 об/хв, що дозволяло розвивати максимальну швидкість 60 км/год та долати схили у 20 %. Положення двигуна дозволяло пряму передачу зусиль від коробки передач на заднє колесо без ланцюга, і ця простота конструкції сприяла світовому успіху Vespa.
Можливо, найбільшим нововведення цієї моделі, що сприяло його глобальному успіху, стало використання несучого кузова, який замінив шасі і повністю охопив двигун та механічні частини, що дозволило використання мотоцикла щодня без зміни одягу, розсіюючи репутацію мотоцикла, який бруднив водія.

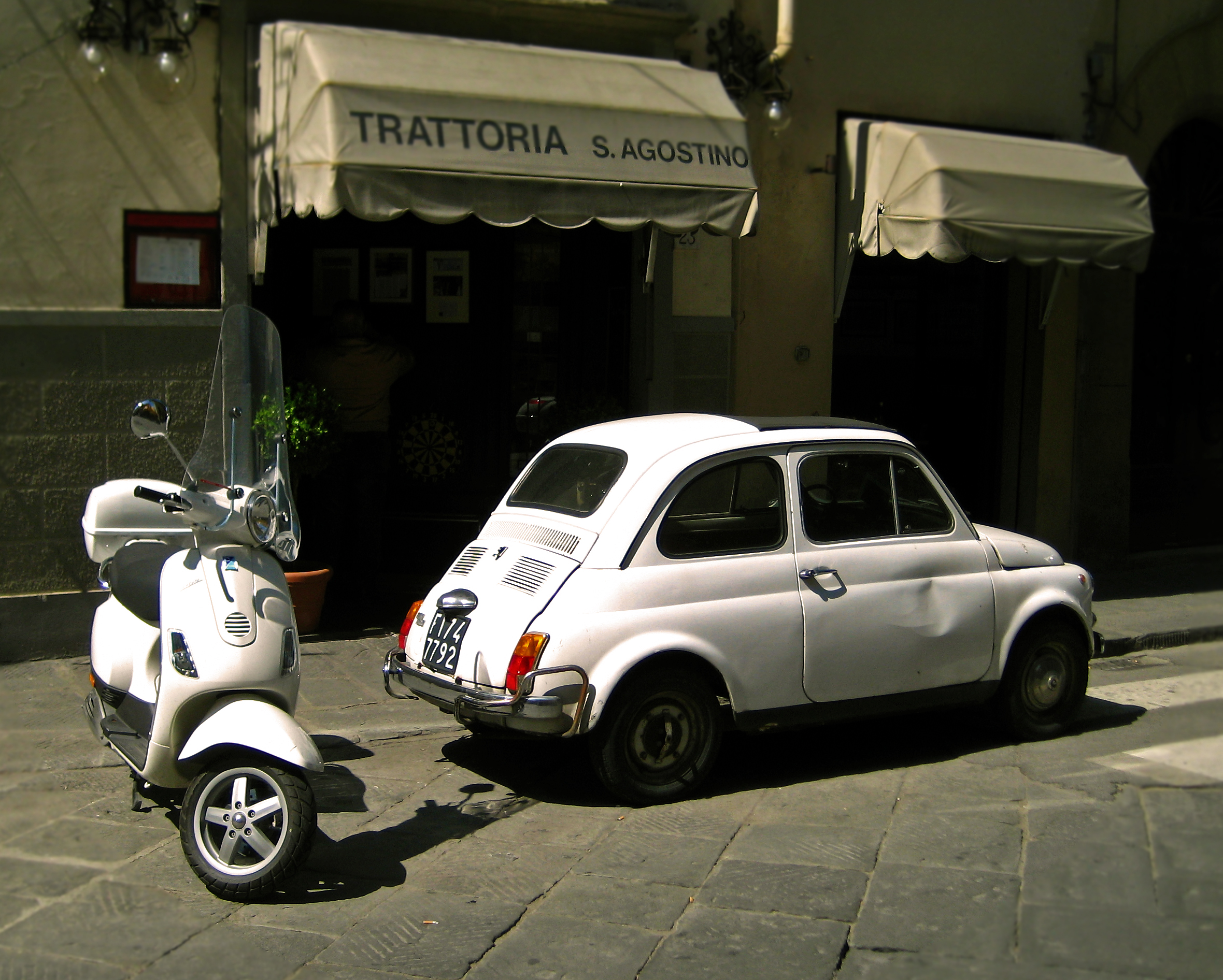
Vespa та Fiat 500 — дві уславлені моделі італійського машинобудування

Ціна скутера у 68 000 лір дорівнювала заробітній платі робітника за кілька місяців, тому введення можливості оплати в розстрочку стало помітним стимулом для продажів: Vespa дав перший поштовх до масової автомобілізації в Італії, спровокувавши появу іншого великого героя, Fiat 500.
Наступні моделі теж були оснащені двотактними двигунами, які потребували змішування бензину і оливи (спочатку в пропорції 6 % і 5 %, згодом — 2 %). Оскільки двигун кріпився безпосередньо на задньому колесі, то паливний бак розташовувався біля нього, з іншого боку колеса.
Vespa випускався з різними двигунами. Модель з об'ємом двигуна 50 см³ (1963) була призначена для використання молодими людьми з 14-річного віку і не потребувала наявності водійських прав. Інша модель, об'єм двигуна якої становив 125 см³, була оснащена пасажирським кріслом і дозволяла одночасно пересуватись двом особам.
Незважаючи на тривалий період випуску, Vespa залишається одним з найбільш успішних прикладів промислового дизайну в світі. Будь-яку його модель незалежно від років випуску можна однозначно ідентифікувати, оскільки основні ознаки зберігаються в кожній моделі і донині.

### З 1999 року

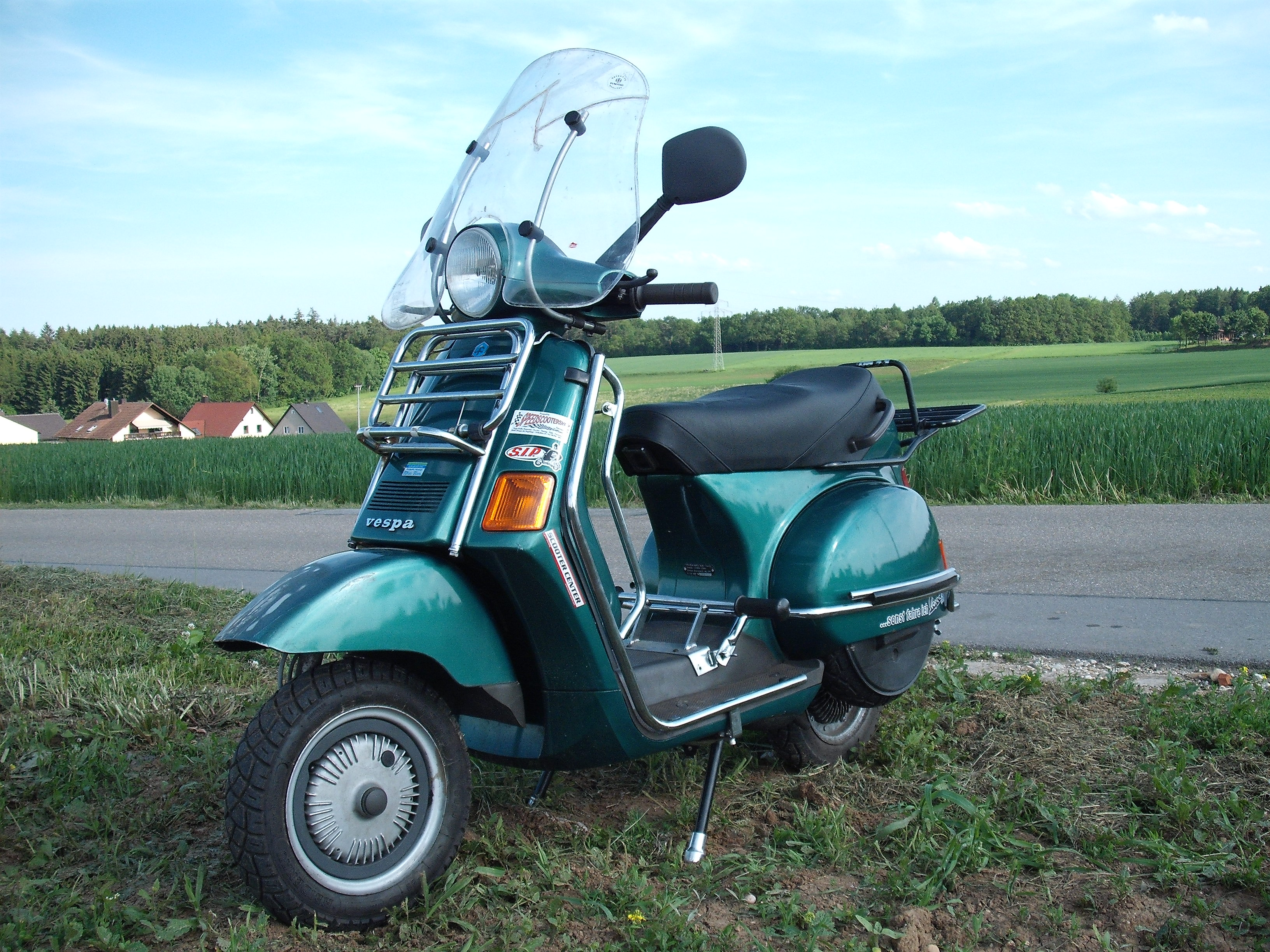
Vespa Cosa — остання модель з класичним двотактним двигуном

Модель Cosa, яка випускалась з 1988 по 1993 роки, стала останньою, яка була оснащена класичним двотактним двигуном. Модель PX, яка випускалась у 2011 році, хоча й була оснащена двотактним двигуном, проте на неї вже встановлювався каталітичний нейтралізатор.
У 2007 з'явилась Vespa S, спадкоємець Vespa 50 Special, яка була оснащено чотиритактним двигуном типу SOHC з повітряним охолодженням, який видавав потужність у 10 к.с. при 8 000 об/хв.
На початку XXI століття Vespa втратила ринок збуту в США, оскільки деякий час її модельний ряд не оновлявся. Тому Piaggio представила нову серію Vespa, оснащену новим 4-тактним двигуном та автоматичною коробкою передач, в також із певним оновленням зовнішнього вигляду.
У 2010 році на виставці EICMA у Мілані було представлено нову Vespa PX 150, ідентичну моделям вісімдесятих років, що ознаменувало повернення класичного Vespa з двотактним двигуном та 4-ступінчатою коробкою передач. Ця модель стала першим двоколісним транспортним засобом, що дозволяв покупцям здійснювати невеликі модифікації на свій вибір, такі як вибір кольору сідла, додавання хрому та інше.

## Радянське копіювання
- Скутер Вятка, який випускався у Радянському Союзі у 1956—1966 роках і розійшовся тиражем у 300 тис. од., був піратською копією Vespa. Щоб уникнути позову з боку Piaggio & Co. SpA, модель було замінено на іншу- Вятка Електрон, схожу на Lambretta.[3] Моделі мали лише незначні відмінності. Для кращої пристосованості до бездоріжжя радянський аналог був виготовлений із товстіших листків сталі, що збільшило його масу та зменшило максимальну швидкість до 80 км/год.